# Henriette von Pereira-Arnstein

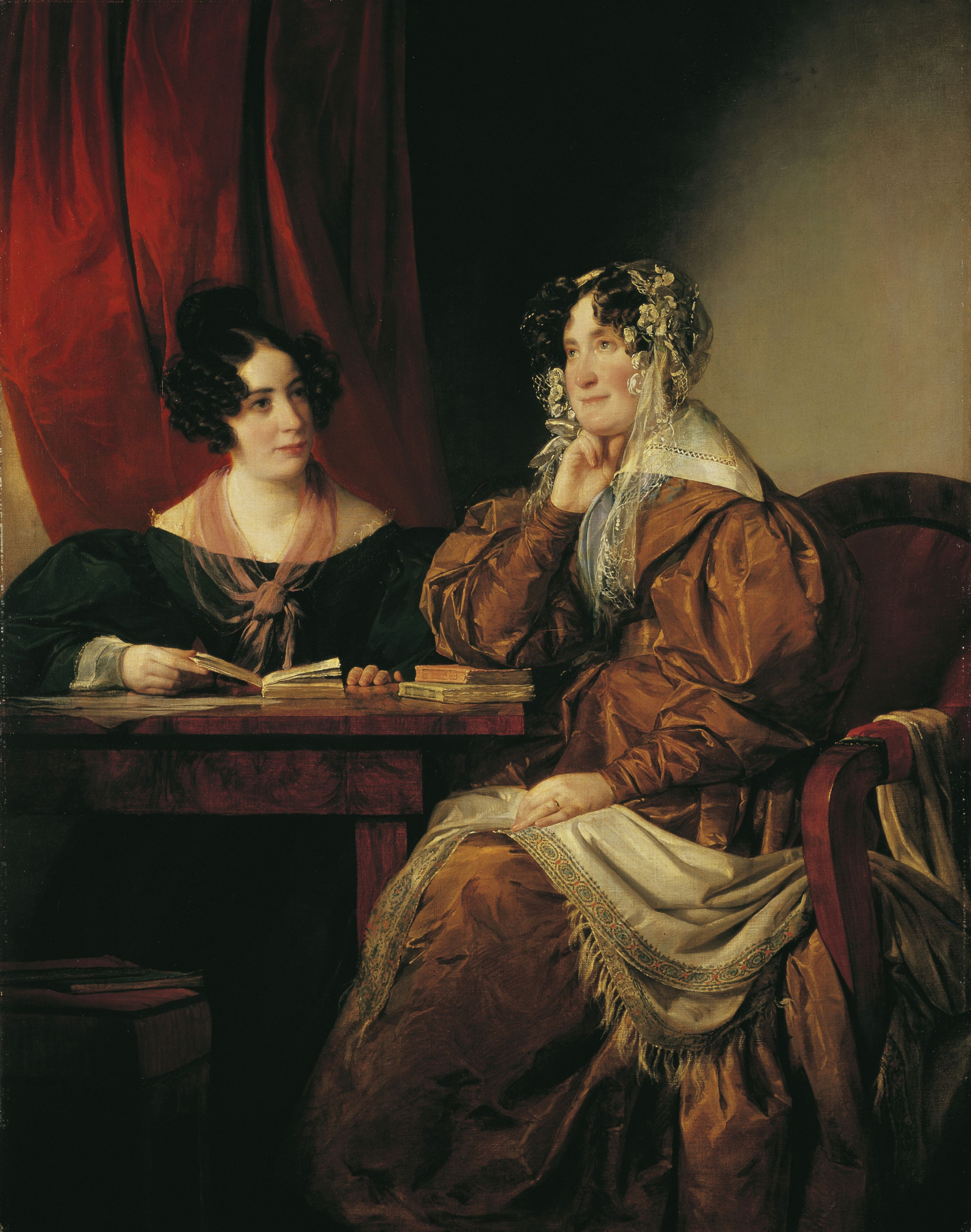
Henriette von Pereira-Arnstein und ihre Tochter Flora, porträtiert von Friedrich von Amerling, 1833

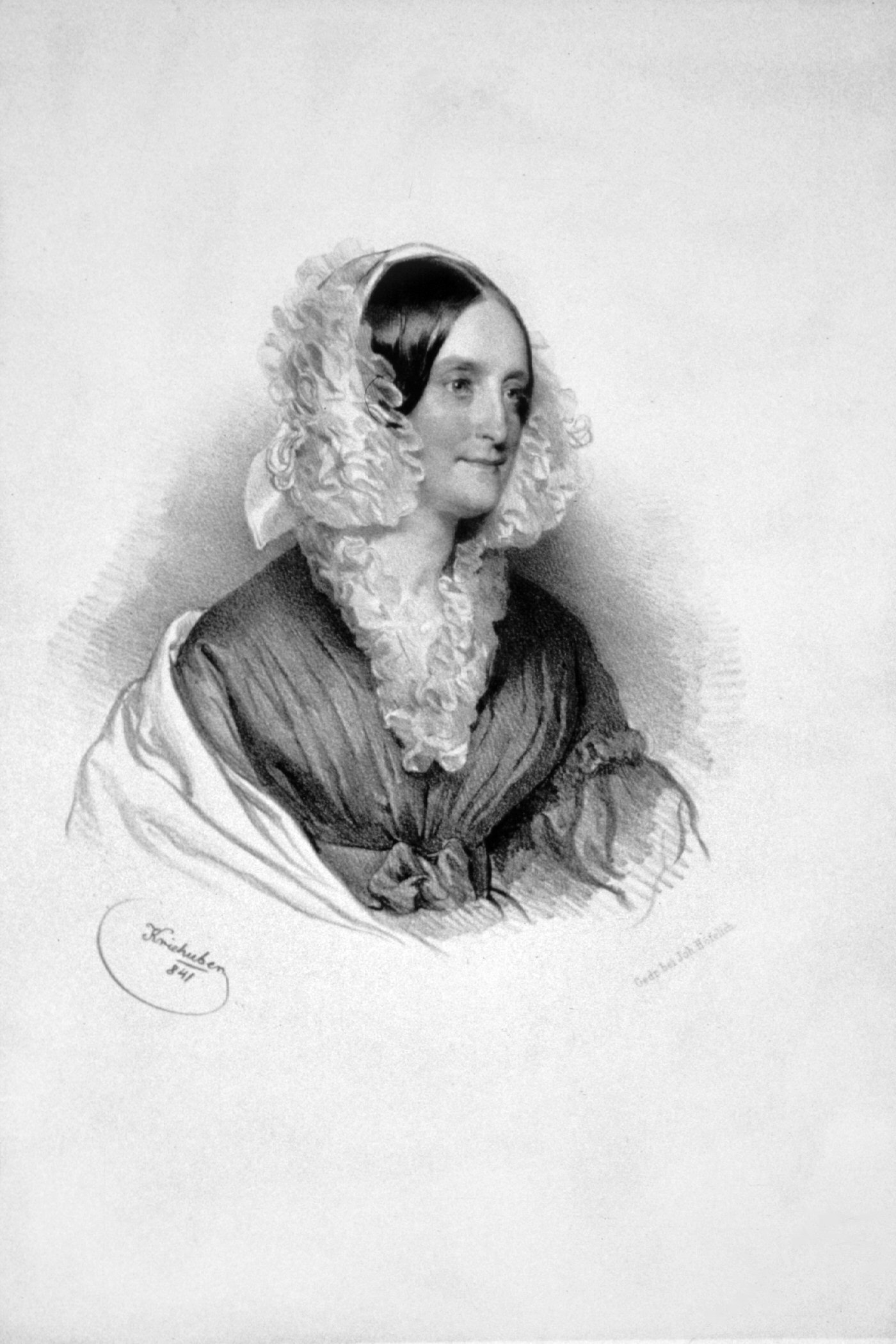
Henriette von Pereira-Arnstein, Lithographie von Josef Kriehuber, 1841

Henriette Freifrau von Pereira-Arnstein, geborene von Arnstein (* 29. November 1780 in Berlin; † 13. Mai 1859 in Wien), war Pianistin und Gastgeberin eines Wiener Salons.

## Familie
Sie war die Tochter der Wiener Pianistin und Salonnière Fanny Arnstein und des Nathan Arnstein (1748–1838), eines vermögenden Bankiers. Sie erhielt ihre pianistische Ausbildung bei Muzio Clementi und bei dem Klavierbauer Andreas Streicher. Erste Auftritte hatte sie dort und in den Wiener Salons 1808 und 1809.

## Ehe
1802 heiratete Henriette von Arnstein den Bankier Heinrich Freiherr von Pereira (1773–1835), den ihre Eltern Fanny und Nathan Arnstein bereits adoptiert hatten. Gemeinsam hatte das Paar drei Söhne (darunter Ludwig von Pereira-Arnstein  1803–1859) und eine Tochter. Das Ehepaar Pereira konvertierte 1810 vom Judentum zum katholischen Glauben.

## Salon
Nach dem Tod ihrer Mutter setzte Henriette Pereira die von ihrer Mutter eingeführte Tradition des literarisch-musikalischen Salons in kleinerem Stile fort. Sie veranstaltete jede Woche eine musikalische Soirée, bei denen sie selbst als Pianistin mitwirkte. Sie war dabei Gastgeberin bedeutender Künstler wie Beethoven, Liszt, Mendelssohn Bartholdy, Grillparzer, Stifter, Brentano und Theodor Körner, der für sie den Liederzyklus Leier und Schwert schrieb. Mit dem späten Joseph Haydn stand sie in Verbindung.
Sie setzte sich der Familientradition entsprechend karitativ ein und war in Baden bei Wien Patronin des Marienspitals.
Im Jahr 1864 wurde in Wien Rudolfsheim-Fünfhaus (15. Bezirk) der Henriettenplatz nach ihr benannt.

## Herrschaftsbesitz
Sie war die letzte Inhaberin der Herrschaft Königstetten und Chorherrn sowie der Herrschaft Erla.

## Trivia
Henriette Pereira und ihr Salon werden in Peter Hacks Gedicht Der sterbende Sänger behandelt. Darin erscheint sie dem sterbenden Theodor Körner und hält ihm eine ausschweifende patriotische Rede.

## Briefe
- Lea Mendelssohn Bartholdy, Ewig die deine. Briefe an Henriette von Pereira-Arnstein, hrsg. von Wolfgang Dinglinger und Rudolf Elvers, Wehrhahn-Verlag, Hannover 2010, ISBN 978-3-86525-133-6